# Suša (Orle)
Suša is een plaats in de gemeente Orle in de Kroatische provincie Zagreb. De plaats telt 162 inwoners (2001).